# Annam (Schiff, 1899)
Die Annam (I) war ein 1899 in Dienst gestelltes Passagierschiff der französischen Reederei Messageries Maritimes, das im Passagier- und Postverkehr von Marseille nach Fernost eingesetzt wurde. 1904 und nochmal 1912 wurde das Schiff umbenannt. Am 27. November 1916 wurde das Schiff im östlichen Mittelmeer von einem deutschen U-Boot versenkt, wodurch 17 Menschen ums Leben kamen.

## Das Schiff
Das 6.350 BRT große, aus Stahl gebaute Dampfschiff Annam wurde auf der Werft Chantiers Navals de La Ciotat in der südfranzösischen Hafenstadt La Ciotat gebaut und lief am 6. November 1898 vom Stapel. Das 142 Meter lange und 15,5 Meter breite Schiff war das zuletzt fertiggestellte von vier identischen Schwesterschiffen, die für den Passagier- und Postverkehr von Frankreich nach Fernost gebaut wurden und von Marseille über Saigon, Shanghai und Hongkong nach Yokohama fahren sollten. Die anderen drei waren die Laos (I) (1897), die Tonkin (1898) und die Indus (II) (1898). Die Schiffe hatten je zwei Schornsteine, zwei Masten und zwei Propeller.
Die Annam wurde von zwei Dreifachexpansions-Dampfmaschinen angetrieben, die 9.500 PS leisteten und eine Höchstgeschwindigkeit von 18 Knoten ermöglichten. Das Schiff hatte eine Tragfähigkeit von 4.075 Tonnen und eine Verdrängung von 9.850 Tonnen. In den Kesselräumen waren insgesamt 12 Dampfkessel installiert. Die Passagierunterkünfte waren für 185 Passagiere der Ersten, 86 Passagiere der Zweiten und 77 Passagiere der Dritten Klasse ausgelegt. Zu den Annehmlichkeiten der Ersten Klasse gehörten unter anderem ein Rauchsalon, ein zweigeschossiger Speisesaal und ein mit Balkonen versehener Musiksalon.
Am 24. September 1899 lief die Annam in Marseille zu ihrer Jungfernfahrt aus. 1904 kaufte die Messagieres Maritimes ein 6.075 BRT großes Schiff der dänischen Reederei Det Østasiatiske Kompagni auf, das ebenfalls den Namen Annam trug. Die erste Annam wurde daher am 24. Juni 1904 in Tourane umbenannt, um eine Verwechslung zu vermeiden. 1912 wurde das Schiff modernisiert und bekam erneut einen neuen Namen, Karnak. Im Zuge der Umbauten änderte sich auch die Passagierkapazität: 192 Erste Klasse, 110 Zweite Klasse, 92 Dritte Klasse. Am 9. Juni 1913 legte sie zu ihrer ersten Fahrt unter dem neuen Namen nach Alexandria ab. Nach Ausbruch des Ersten Weltkriegs 1914 wurde die Karnak neben ihrem Passagier- und Postdienst auch als Truppentransporter verwendet.

## Versenkung
Am Montag, dem 27. November 1916, legte die Karnak unter dem Kommando von Kapitän Victor Schwab mit 90 Passagieren an Bord in Valletta (Malta) zur Weiterfahrt nach Thessaloniki ab. Kurze Zeit nach der Abfahrt wurde sie etwa 60 Seemeilen südlich von Malta von U 32 gesichtet und torpediert. U 32 war ein deutsches U-Boot des Typs U 31, das sich unter dem Kommando des 29-jährigen Kapitänleutnants Kurt Hartwig auf Feindfahrt befand.
Die getroffene Karnak sank innerhalb von 15 Minuten (Position 35° 7′ N, 15° 25′ O). 17 Besatzungsmitglieder kamen ums Leben. Die Überlebenden wurden von dem britischen Hospitalschiff Letitia aufgenommen und am 30. November in Alexandria an Land gebracht. Die überlebenden Besatzungsmitglieder kehrten an Bord des Schwesterschiffs Lotus nach Marseille zurück.